# 郑州铁路西北环线
郑州西北环线铁路是中华人民共和国郑州市的一条铁路线。该铁路连接了位于京广铁路上的东双桥站、郑州北站和位于陇海铁路上的铁炉站，线路穿越郑州市主城区的西北部地区，成C字形半环形，故名郑州西北环线。全线正线长度5.1公里，北端连接郑州北站与东双桥站的联络线长约5公里，隶属于郑州铁路局管辖。

## 历史
郑州西北环线铁路在1964年曾铺设过，后因各种客观原因而常年废置。
2004年4月18日，中华人民共和国进行第五次铁路大提速。为了这次提速需要，铁道部决定重建郑州铁路枢纽中心西北环线，2004年1月1日开工建设，3月20日完工。